# بایرام‌آلان (بتلیس)
بایرام‌آلان (به ترکی استانبولی: Bayramalan) یک منطقهٔ مسکونی در ترکیه است که در بیتلیس واقع شده‌است. بایرام‌آلان ۱۴۳ نفر جمعیت دارد.